# 卡普歐格里斯 (密蘇里州)
卡普歐格里斯（英語：Cap au Gris）是位於美國密蘇里州林肯縣的非建制地區。

## 歷史
卡普歐格里斯的郵局於1845年設立，其後於1883年停運。

## 地理
卡普歐格里斯所處的海拔為高於海平面133米（即436英呎），而該地所採用的時區為UTC-6，即北美中部時區（CST）。同時該地設有夏令時間，為UTC-6調快一小時，即UTC-5（CDT）。